# Sonia de Francisco
Sonia de Francisco (15 de noviembre de 1947) es una bibliotecaria argentina y presidenta de la organización de Mujeres Empresarias de Mar del Plata. Fue la primera encargada de la división de bibliotecas municipales de la ciudad de Mar del Plata, creada en 1974. Promovió la apertura de distintas bibliotecas en asociaciones vecinales de fomento en Mar del Plata, las bibliotecas municipales instaladas en plazas de la ciudad y la Biblioteca Depositaria de las Naciones Unidas. Entre 2010 y 2012 fue voluntaria de la campaña de bibliobuses de CONABIP, «Sumergite en la Lectura», destacando el espacio lúdico de la lectura. Ha impulsado importantes experiencias de intercambio entre Mar del Plata y Barcelona, promoviendo el rol de las bibliotecas como empresas sociales y ha sido calificada como «una de las mujeres más valiosas en la historia cultural moderna de nuestra ciudad (Mar del Plata)».

## Trayectoria profesional
En los años 70 crea la División de Bibliotecas Municipales en el marco de la Dirección de Cultura de la Municipalidad de Mar del Plata. El 29 de septiembre de 1978 funda la Biblioteca Pública Comunal en la ciudad de Batán, perteneciente al Partido de General Pueyrredón. En 2017 presentó la culminación de tres años de trabajo para crear y fortalecer el intercambio entre Mar del Plata (Argentina) y Barcelona (España) donde no solo promovía la visibilización de las bibliotecas de ambas ciudades, sino que además promovía la participación de las mujeres empresarias. 

## Premios y distinciones
- Recibe el premio AIDA, Mar del Plata, 1983.[10]
- Recibe la mención "Personajes de mi Ciudad", por el Centro Cultural J. M de Pueyrredón, Mar del Plata, septiembre de 1995.
- Recibe el premio "Esperanza de Oro" por su esfuerzo social, que permite vislumbrar su capacidad de servicio y su alma empeñada en contra de la discriminación, Mar del Plata, octubre de 1995.
- Recibe el premio "Presidential Award of Excellence", en aprecio a su incansable dedicación y servicio desinteresado. Greater Fort Lauderdale Sister Cities International, Florida en noviembre de 2001.
- Recibe el premio "Greater Fort Lauderdale Sister Cities International, Florida en noviembre de 2001" por su invaluable contribución a Argentina 2002 en honor al mes de la herencia  de cultura hispánica, Broward County Libraries Division, en septiembre de 2002.
- Recibe la mención "Dama de la solidaridad", por la Caja de Previsión Social para Abogados de la Provincia de Buenos Aires, noviembre de 2004.
- Recibe el premio a "Actitud emprendedora" por la Fundación CEPES, Mar del Plata en octubre de 2009.
- Recibe la mención de honor por parte de la saga de las 7 escritoras Belloso - Ferrari - Gondin -  Larice - Ovejero - Slaiman - Vega, por el impulso a proyecto literario, Mar del Plata, Día Internacional de la Mujer, 8 de marzo de 2015.
- Homenaje en la X Jornada Temas Actuales en Bibliotecología,[11] Mar del Plata en noviembre de 2019.